# 乙音奈々
乙音 奈々（おとね なな、1986年5月24日 - ）は、日本の元AV女優。
所属事務所はゼロサムプロダクションだった。

## 経歴
静岡県出身。2006年9月に『甘えてお願い コスプレ☆デビュー』でh.m.p専属女優としてAVデビュー。
2007年11月に『乙音奈々 解禁 セル初×初乱交4P×初ペニバン責め』でマキシングに移籍しセルデビュー。
2009年12月より六本木のクラブ「鹿鳴館」の代表取締役社長に就任（現在は退任）。
2012年、AV引退を発表した。2010年代前半から映像コンテンツ権利処理機構に連絡のとれない権利者として掲載されている。

## 人物
初体験は14歳で相手は学校の先輩。
趣味はビリヤード、特技は料理。

## 出演作品

### アダルトビデオ
2006年
- 甘えてお願い コスプレ☆デビュー（9月21日、h.m.p）
- 萌え～♥ イジられるの大好き!（10月21日、h.m.p）
- 変態ナースのエロ治療（11月21日、h.m.p）
- 毎日セクハラ 快感オフィス（12月21日、h.m.p）

2007年
- 可愛い奈々はレイプがお好き!（1月21日、h.m.p）
- お姉様に犯されちゃった（2月21日、h.m.p）共演:山本瞳子
- 野外露出 ドキドキデート（3月21日、h.m.p）
- Girls FUCK～女だけの快感スイッチ～（4月21日、h.m.p）共演:nao.
- 萌えっ娘の恥ずかし～い絶頂（5月21日、h.m.p）
- 20回連続絶頂ドキュメント（6月21日、h.m.p）
- 美尻コスプレ◆エロサービス（7月21日、h.m.p）
- 奈々の凄テク★泡プロ（8月21日、h.m.p）
- 野外SEX変態の快感!（2007年9月21日、h.m.p）
- 口全ワイセツ（10月21日、h.m.p）
- 乙音奈々 解禁 セル初×初乱交4P×初ペニバン責め（11月16日、マキシング）共演:常夏みかん
- SEXY & COLORS FUCKIN' STYLE（12月16日、マキシング）

2008年
- SUPER RIDER（1月16日、マキシング）
- 犯られまくる淫乱ドM女教師（2月16日、マキシング）
- 僕だけのオナペット（3月16日、マキシング）
- えすかれーとするドM女（4月16日、マキシング）
- 汗かけ!潮吹け!!SPORTS☆ゲリラ（5月16日、マキシング）
- 淫尻（6月16日、マキシング）
- OFF REC（7月16日、マキシング）
- 本生!初中出し FUCK!!（8月16日、マキシング）
- 乙音奈々はドMな若奥様（10月16日、マキシング）
- 野外鬼畜レイプ 女教師とナースの叫び（10月25日、コンマビジョン）共演:聖瑛麻
- 「ザーメンは飲み物です。」（11月1日、アイデアポケット）
- もしも乙音奈々が色々な風俗嬢だったら（12月1日、アイデアポケット）

2009年
- 奈々先生の誘惑授業（1月1日、アイデアポケット）
- 真性アナルFUCK（2月1日、MOODYZ）
- 男の僕が女子高生になって中出しされちゃった!（3月1日、MOODYZ）
- 演技禁止!（4月1日、MOODYZ）
- 強制絶頂アクメ奴隷（5月25日、ダスッ!）
- 真性中出しだらけの集団受精大乱交（7月1日、MOODYZ）共演:鈴木さとみ、橘れもん、櫻井ゆうこ

2010年
- 素人公募中出し！乙音奈々ちゃんに真正中出ししてみませんか（2月18日、モブスターズ）
- ネチョレズ！ VOL.5（4月13日、U&K）
- 実験工房 パワハラ美人先生（12月25日、クローズマーケット）

2011年
- 口説き撮り 〜ドレスを脱がされた現役キャバ嬢〜（4月20日、プレステージ）
- オナクラ Stage01 オナニー倶楽部（12月13日、MOTHERS）
- オナクラ肉棒なぶり（12月25日、MOTHERS）

2012年
- おしゃぶり予備校30（1月7日、FS.KNIGHTS VISUAL）
- 痴女OL大乱交（1月25日、美）
- 100発の精子飲む 乙音奈々（6月1日、アイデアポケット）

### オリジナルビデオ
- 監禁工場 反逆のアマゾネスたち（2007年10月22日、TMC）…共演:佐山愛、麻田菜月、今野梨乃、正田美里

### イメージビデオ
- X時間（エクスタシー） 24（2008年11月25日、ゴマブックス）
- 女流作家 愛の渇き（2009年7月7日、ATTACK ZONE）…共演:中島史恵、風香、梶原麻莉子、三浦真由
- 新・女の秘湯 3D 西伊豆編（2010年7月28日、ヒューマンコミュニケーションズ）共演：雨宮まり

## 出演

### テレビ
- 7人の女弁護士 第1シリーズ第1話（2006年、テレビ朝日）
- チェケラッチョ!! in TOKYO（2006年、フジテレビ）
- 乙音の部屋（2007年1月2日[4] ‐ 2009年6月4日[5]、エンタ!959）
- 特命係長 只野仁 第35話 ｢女子大生殺人!難読漢字のトリック｣ （2009年1月29日、テレビ朝日）
- 誘惑のマーメイド（MONDO21）